# Anouk A.
Pour les articles homonymes, voir Anouk.
Anouk A. est un personnage de fiction sous forme d'avatar 3D créé en 2013, par Karoline Georges dans le métavers Second Life,,. Anouk A. poste des selfies sur Flickr, et partage ainsi sa quête d'une apparence féminine idéale. Les selfies du personnage sont des rendus de modélisation qui sont ensuite édités pour créer un effet de mise en scène photographique. Plus de 200 designers de Second Life font parvenir à Anouk A. leurs composantes d'avatar et contribuent ainsi à l'évolution du personnage. La galerie de photographie d'Anouk A. sur Flickr compte plus de 800 images et 16 800 abonnés.
En plus de sa présence sur les réseaux sociaux, le personnage a également figuré dans la suite photographique de Karoline Georges intitulée Mise à jour / Anouk A. réalisée en 2016 dans le cadre de l'exposition solo De la quête du sublime au temps de la virtualité présentée à Expression, centre d'exposition de Saint-Hyacinthe.

Anouk A. est également un des personnages principaux du roman De synthèse de Karoline Georges, publié en 2017 aux éditions Alto,. Dans un futur proche, la narratrice du roman entretient une relation fusionnelle avec son avatar et passe le plus clair de son temps à créer avec Anouk A. des images immersives diffusées en réalité virtuelle. Le personnage figure sur la couverture du roman. Le roman a été en sélection pour le Prix des libraires du Québec.